# Kamalganj (Farrukhabad)
Kamalganj è una suddivisione dell'India, classificata come nagar panchayat, di 14.659 abitanti, situata nel distretto di Farrukhabad, nello stato federato dell'Uttar Pradesh. In base al numero di abitanti la città rientra nella classe IV (da 10.000 a 19.999 persone).

## Geografia fisica
La città è situata a 27° 16' 0 N e 79° 39' 0 E e ha un'altitudine di 134 m s.l.m..

## Società

### Evoluzione demografica
Al censimento del 2001 la popolazione di Kamalganj assommava a 14.659 persone, delle quali 7.963 maschi e 6.696 femmine. I bambini di età inferiore o uguale ai sei anni assommavano a 2.423, dei quali 1.335 maschi e 1.088 femmine. Infine, coloro che erano in grado di saper almeno leggere e scrivere erano 8.233, dei quali 4.908 maschi e 3.325 femmine.